# Araneus minutalis
Araneus minutalis este o specie de păianjeni din genul Araneus, familia Araneidae. A fost descrisă pentru prima dată de Simon, 1889. Conform Catalogue of Life specia Araneus minutalis nu are subspecii cunoscute.